# Joseph-Marie-Désiré Guiot
Joseph-Marie-Désiré Guiot, né le 6 août 1860 à Pontchâteau et mort le 24 décembre 1941, est un prélat catholique français.

## Biographie
Joseph-Marie-Désiré Guiot est le fils de Désiré François Guiot et de Reine Guiheneuf. Il est l'oncle d'Albert-Marie Guiot.
En 1908, il est nommé vicaire apostolique de Villavicencio et évêque titulaire d'Augustopolis-en-Phrygie.